# Dactylocladius peruvianus
Dactylocladius peruvianus är en tvåvingeart som beskrevs av Jean-Jacques Kieffer 1917. Dactylocladius peruvianus ingår i släktet Dactylocladius och familjen fjädermyggor.
Artens utbredningsområde är Peru. Inga underarter finns listade i Catalogue of Life.